# Три пряхи
«Три пряхи» (нем. Die drei Spinnerinnen) — сказка братьев Гримм о ленивой девушке, попавшей в безвыходное положение, из которого ей помогли выйти три пряхи. По системе классификации сказочных сюжетов Aарне-Томпсона имеет номер 501[значимость факта?].

## Сюжет
Мать побила свою ленивую дочь за нежелание заниматься прядением. Плач её слышит проезжающая мимо королева и интересуется о причинах. Стыдясь лени дочери, мать прибегает ко лжи, утверждая, что не может удержать своё чадо от прядения, а столько льна не напасёшься. Тогда королева берёт девушку к себе во дворец и показывает ей три комнаты, до верху полные льна (и за триста лет не перепрясть), обещая выдать её замуж за своего сына после того, как та перепрядёт весь лён. Три дня девушка горюет, и не притрагивается к работе, но королева, извинив её в этот раз, требует результатов её труда в будущем. Выглянув в окно, девушка видит трёх женщин странного вида: «у одной нога широкая-преширокая и приплюснутая, у другой нижняя губа такая большая, что на подбородок отвисла, а у третьей большой палец на руке огромный». Посочувствовав её горю, женщины решают помочь, с условием быть среди почётных гостей на свадьбе. Когда весь лён был перепрядён, девушка держит обещание и приглашает трёх прях на бракосочетание, назвав их своими тётушками. Принц, поражённый уродством женщин, расспрашивает о причинах. Узнав, что это результат постоянного прядения, решает, что его красавица-жена больше никогда и не притронется к колесу самопрялки.

## Варианты сюжета
Сюжет о чудесных пряхах-помощницах является общеевропейским, впервые был записан Иоганном Преториусом в 1669 году под названием «Счастливый горшок». Близкие к сказке братьев Гримм варианты, помимо немецких земель, распространены также в Норвегии и Швеции. Образ трёх прях близок образу трёх норн, персонажей древнегерманской мифологии, богинь, прядущих нити человеческой судьбы, а также схож с греческими мойрами и римскими парками.

## Интерпретации
Согласно психологической интерпретации Сибиллы Биркхойзер-Оэри образ матери в сказке представляет архетип Тени (тёмной стороны души) главной героини, которая самонадеянно заставляет её выглядеть в глазах других лучше, чем она есть на самом деле. Отвратительная внешность трёх прях, наряду со сверхъестественной силой, в свою очередь символизирует результат упорного повседневного труда. Честно исполняя свою часть договора с пряхами, девушка, как супруга будущего короля, назвавшись родственницей безобразных старух, то есть прилюдно обозначив свою связь с неблагородной, подневольной стороной Великой Матери (феминный архетип), рискует показаться перед гостями в смешном свете. Но это неожиданно приводит к желаемым ею результатам: с точки зрения психологии, проявленное смирение помогает замужней женщине достичь состояния целостности, и в конечном итоге добиться лучшей доли.